# Джеферсън (окръг, Ню Йорк)
Вижте пояснителната страница за други населени места с името Джеферсън.
Окръг Джеферсън (на английски: Jefferson County) е окръг в щата Ню Йорк, Съединени американски щати. Площта му е 4810 km², а населението - 114 187 души (2017). Административен център е град Уотъртаун.